# Shigeru Morioka
Shigeru Morioka (Prefectura d'Ehime, 12 d'abril de 1973) és un exfutbolista japonès.

## Selecció japonesa
Va formar part de l'equip olímpic japonès als Jocs Olímpics d'estiu de 1996.